# اوبرشتنفلد
اوبرشتنفلد (به آلمانی: Oberstenfeld) یک شهر در آلمان است که در ناحیهٔ لودویگزوبورگ واقع شده‌است.

## خصوصیات
اوبرشتنفلد ۸٬۰۵۸ نفر جمعیت دارد.

## خواهرخوانده
شهر وربیکرو خواهرخواندهٔ اوبرشتنفلد هست.